# Offensive de la région de Kidal
Guerre du Mali
Batailles
L'offensive de la région de Kidal débute le 2 octobre 2023, lors de la guerre du Mali. Elle est lancée par les Forces armées maliennes (Fama) et le Groupe Wagner, avec l'objectif de reprendre le contrôle de la région de Kidal, tenue depuis 2013 par les groupes rebelles du Cadre stratégique permanent (CSP).
L'offensive est lancée dans un contexte de désengagement de la MINUSMA. La junte malienne annonce son intention des récupérer les trois camps militaires que les casques bleus doivent évacuer dans la région de Kidal. Ces trois camps, situés dans les villes de Kidal, Tessalit et Aguel'hoc, sont évacués précipitamment en raison des combats, entre le 21 et le 31 octobre. L'armée malienne parvient à prendre le contrôle du camp de Tessalit, mais ceux de Kidal et d'Aguel'hoc passent au CSP.
L'armée malienne et le Groupe Wagner lancent leur opération le 2 octobre en faisant sortir une colonne depuis la ville de Gao. Celle-ci s'empare de la ville d'Anéfis le 7 octobre. Après une pause, les forces russo-maliennes repartent à l'offensive le 10 novembre pour attaquer la ville de Kidal.

## Contexte
En dépit de l'Accord d'Alger, signé en 2015, les tensions s'accroissent en septembre 2023 entre la junte malienne et la Coordination des mouvements de l'Azawad (CMA). La nuit du 4 au 5 août 2023, un poste de la CMA est attaqué à Foïta, près de Léré. La CMA affirme déplorer la mort de deux de ses combattants et accuse l'armée malienne et le Groupe Wagner d'être responsable de l'attaque. La junte malienne n'adresse aucune réponse. Dans les jours qui suivent, les représentants de la CMA quittent Bamako. Les 11 et 12 août, deux combats ont lieu près de Ber, impliquant l'armée malienne, le Groupe Wagner, le Groupe de soutien à l'islam et aux musulmans et la CMA. Les militaires maliens et les mercenaires russes investissent le camp militaire de Ber, qui est évacué par les casques bleus.
L'escalade se poursuit le semaines suivantes. Le 8 septembre, le GATIA dénonce le bombardement de l'une de ses bases par un hélicoptère de l'armée malienne à Afawlawlaw, près de Gao. Le lendemain, la CMA revendique la destruction d'un avion Soukhoï Su-25 de l'armée malienne à Tinaouke, au nord de Gao. L'armée malienne reconnait la perte de l'appareil mais évoque des « problèmes techniques ». Dans la foulée, le Cadre stratégique permanent (CSP) accuse la junte et le Groupe Wagner de « multiples ruptures du cessez-le-feu » et annonce « toutes les mesures de légitimes défense contre les forces de la junte sur l'ensemble du territoire de l'Azawad ». Le 12 septembre, la CMA se déclare « en temps de guerre » avec la junte. Ces déclarations ne font cependant pas consensus parmi les groupes signataires : ainsi, la Plateforme des mouvements du 14 juin 2014 d'Alger annonce qu'elle se retire le 26 septembre. La junte n'adresse quant à elle aucune réponse aux déclarations du CSP et de la CMA.
En septembre, les rebelles lancent une série de raids contre les camps militaires maliens. Ils attaquent ainsi Bourem le 12 septembre, Léré le 17 septembre, Dioura (en) le 28 septembre, Bamba le 1er octobre et Taoussa le 4 octobre. Plusieurs de ces camps militaires sont pris et pillés par les rebelles, qui revendiquent de lourdes pertes chez les forces maliennes, font plusieurs prisonniers et raflent armes, munitions et véhicules,.
En réponse, l'armée malienne effectue le 30 septembre des frappes aériennes dans la région de Kidal. Selon RFI, au moins deux personnes sont tuées.
Le 2 octobre 2023, une colonne de l'armée malienne sort de la ville de Gao et commence à faire route vers le nord, en direction de la ville de Kidal,.

## Forces en présence
D'après RFI, la colonne est constituée d'une centaine de véhicules. Selon Jeune Afrique, elle est forte de 115 véhicules blindés légers et pick-up, 600 militaires maliens et 150 à 200 paramilitaires du Groupe Wagner placés en tête du convoi avec les « bérêts rouges » du 33e régiment des commandos parachutistes,. Les forces maliennes sont également appuyées par des drones Baykar Bayraktar TB2, basés à Gao. Cependant ces derniers ne peuvent aller au-delà d'un rayon de 150 kilomètres autour de leur base, alors que les villes de Kidal et Gao sont distantes de 350 kilomètres.
Du côté du Cadre stratégique permanent (CSP), les effectifs des groupes rebelles sont inconnues. Le CSP regroupe la Coordination des mouvements de l'Azawad (CMA) — elle même constituée du Mouvement national de libération de l'Azawad (MNLA), du Haut conseil pour l'unité de l'Azawad (HCUA) et du Mouvement arabe de l'Azawad (MAA) — et une branche du Groupe autodéfense touareg Imghad et alliés (GATIA), dirigée par Fahad Ag Almahmoud.

## Déroulement

### Prise d'Anéfis par l'armée malienne
La colonne russo-malienne quitte Gao le 2 octobre, mais un incident entre militaires maliens et mercenaires russes éclate le jour du départ. Jeune Afrique rapporte que selon un officier malien anonyme : « Un soldat s’est présenté en retard le jour du rassemblement dans le camp de Gao. Un membre de Wagner n’a pas apprécié et lui a tiré dessus ». La victime aurait ensuite succombé.
Le premier jour, la colonne marque un arrêt à Tin Aouker, à 70 kilomètres au nord de Gao,.
Le soir du 2 octobre, elle atteint Tarkint, à 120 kilomètres au nord de Gao. Au cours de la nuit, le CSP effectue une opération de « harcèlement » contre les forces maliennes. Le convoi est également touché près de Tarkint par un engin explosif improvisé. L'attaque est revendiquée le 3 octobre par les djihadistes du Groupe de soutien à l'islam et aux musulmans (GSIM). Aucun bilan n'est transmis, mais RFI rapporte que selon des sources locales, un à six véhicules auraient été détruits et plusieurs soldats maliens blessés. L'armée malienne reste dans la zone de Tarkint pendant plus de 24 heures.
Le 3 octobre, la colonne malienne reprend sa route et atteint Tabricha en fin de journée, à une trentaine de kilomètres au nord de Tarkint. La nuit suivante, les Fama et la CMA échangent des tirs à l'arme lourde – mortiers, obus et roquettes,. L'armée malienne affirme avoir « vivement repoussée » plusieurs attaques et le CSP revendique la destruction de plusieurs véhicules.
Le 4 octobre, les forces maliennes avancent en direction de Tabankort, à environ 200 kilomètres au nord de Gao et 170 kilomètres au sud-ouest de Kidal,,.
Le matin du 5 octobre, aux alentours de 7 heures, les rebelles du CSP lancent une attaque contre la colonne russo-malienne entre Tabankort et Anéfis. Les bilans sont contradictoires. Le CSP affirme avoir « fait échouer la tentative d'avancée » des forces maliennes. Il évoque « des combats très intenses » avec « des prises de guerre » et « des pertes humaines et matérielles », dont plusieurs prisonniers, infligée aux forces maliennes. L'armée malienne affirme quant à elle avoir « brisé avec des actions aéroterrestres » le « rideau défensif » des rebelles. La colonne reprend sa route dans l'après-midi et arrive aux abords d'Anéfis, la première ville contrôlée par les rebelles de CMA, située à l'entrée de la région de Kidal,. De nouveaux combats éclatent alors à une dizaine de kilomètres au sud de cette localité,. L'armée malienne revendique « un bilan humain très important côté terroriste », tandis que le CSP affirme ne déplorer que huit blessés et aucun tué.
Le 6 octobre, les combats se poursuivent pendant la journée aux abords d'Anéfis, à 110 kilomètres au sud-ouest de Kidal. L'armée malienne affirme avoir progressé sur le terrain, mais le CSP dément et affirme que les Fama n'ont effectué aucune avancée. La population d'Anéfis et des localités environnantes prend quant à elle la fuite et se réfugie à Tindarssan, Amassine ou Kidal.
Le matin du 7 octobre, l'armée malienne prend le contrôle d'Anéfis,. La prise de la ville est revendiquée par l'armée malienne et confirmée par la CMA,. Dans les jours qui suivent, l'armée malienne reste stationnée à Anéfis, où elle reçoit des renforts,.

### Évacuations des camps de la MINUSMA

Carte de la région de Kidal.

Le 5 octobre, l'armée malienne annonce pour la première fois l'objectif de son offensive : « La reprise de toutes les emprises initialement aux mains des forces onusiennes », soit les bases militaires des villes d'Aguel'hoc, Tessalit et Kidal, que la MINUSMA doit évacuer avant la fin de l'année 2023,.
Dans la nuit du 11 au 12 octobre, des dizaines de soldats maliens et de miliciens de Wagner sont déposés par deux avions à Tessalit. Tessalit se trouve alors dans une région contrôlée par le CSP, mais l'armée malienne y est présente depuis 2013 et dispose d'un camp militaire, auparavant utilisé par les Français, qui jouxte celui de la MINUSMA. L'aéroport est sécurisé par les casques bleus tchadiens mais est également utilisé par l'armée malienne. Le CSP réagit alors en occupant trois positions avancées abandonnées par la MINUSMA à Tessalit. Pendant ce temps, la ville de Tessalit se vide de ses habitants qui fuient la perspective des combats entre l'armée et les rebelles.
De son côté, la MINUSMA indique que la reprise des combats fait obstacle à l'organisation de son processus de retrait du Mali. Des convois terrestres logistiques sont bloqués à Gao et Tombouctou alors qu'ils devaient prendre la direction de la région de Kidal pour organiser le rapatriement du matériel. De plus, les vols de reconnaissance pour protéger les convois et installations de la MINUSMA sont systématiquement refusés par le gouvernement malien.
Le 13 octobre, la colonne russo-malienne se remet en mouvement et arrive au niveau de Techanaght, à une quinzaine de kilomètres au nord d'Anéfis.
Le 14 octobre, le CSP prend possession de plusieurs postes avancés abandonnés par la MINUSMA près de l'aéroport de Tessalit.
Les 16 et 17 octobre, l'armée malienne fait atterrir deux autres avions-cargo à Tessalit,. De brefs échanges de tirs ont lieu entre l'armée malienne et le CSP, mais sans faire de victimes,. Cependant le 17 octobre, un rebelle du CSP est tué et deux autre blessés par une frappe de drone à l'ouest de Tessalit. D'après un cadre du CSP cité par Jeune Afrique, 300 militaires maliens et 150 paramilitaires russes de Wagner auraient été déployés à Tessalit.
Pendant ce temps, la MINUSMA commence son désengagement des bases de Tessalit et Aguel'hoc,. Des soldats tchadiens sont évacués par avion à partir du 16 octobre. Le Mali somme la MINUSMA de s'en tenir aux délais impartis, mais l'armée tchadienne fait savoir que le départ de ses soldats ne pourra avoir lieu dans les délais prévus en raison du blocage des convois logistiques à Gao et Tombouctou. Pour Célian Macé, journaliste de Libération : « Un retrait précipité des Casques bleus ne fait pas non plus les affaires de Bamako, qui veut être en mesure d’occuper les bases des Nations unies avant que les hommes de la CMA ne leur en barrent l’accès. Paradoxalement, les autorités maliennes qui plaidaient pour un départ «sans délai» des soldats de la paix réclament désormais que la Minusma ralentisse le tempo. Quitte à mettre des bâtons dans les roues des Casques bleus en empêchant le survol des convois onusiens, en interdisant leurs déplacements par la route, ou même en refusant l’importation de pièces de rechange pour leurs aéronefs ».
Un accord est conclu le 18 octobre : il prévoit de poursuivre l'évacuation d'une partie des soldats tchadiens par avions, tandis que des camions de l'armée tchadienne pourront partir de la région de Kidal avec le « matériel essentiel » et que les camions bloqués à Gao iront dans un second temps, lorsque les autorités maliennes le permettront, récupérer le matériel « non-essentiel ». Dans la soirée, le porte-parole de la junte malienne, le colonel Abdoulaye Maïga, accuse la France d'une « énième trahison » en affirmant que « la junte française ne ménage aucun effort en vue de faire fuir la Minusma, en lieu et place d’un retrait ordonné ».
Le 21 octobre, le camp de Tessalit est évacué par les derniers casques bleus,,. Il est aussitôt récupéré par les militaires maliens et les mercenaires de Wagner,. Avant de se retirer, les casques bleus tchadiens détruisent ou mettent hors service les véhicules, les munitions et divers équipements qui n'ont pu être emportés,.
Le 23 octobre, les casques bleus évacuent le camp d'Aguel'hoc et rejoignent le convoi sorti de Tessalit,. Cette fois, l'armée malienne ne peut prendre possession du camp, la ville d'Aguel'hoc étant entièrement sous le contrôle du CSP,,.
À Kidal, la MINUSMA commence également à évacuer son camp militaire deux semaines avant la date initialement prévue,. Les autorités maliennes tentent alors de retarder le départ des casques bleus en refusant ou en n'autorisant qu'au compte-goutte les autorisations de vols pour les avions de la MINUSMA,,. Le 31 octobre, les casques bleus se retirent définitivement du camp de Kidal, qui passe sous le contrôle du CSP,,,. Leur convoi, constitué de 100 à 150 véhicules, et de 850 casques bleus tchadiens, guinéens, égyptiens, népalais et bangladais prend alors la route de Gao. En chemin, il se heurte à des mines et des engins explosifs,. Malgré de nombreuses demandes, la junte malienne refuse d'accorder à la MINUSMA des vols de surveillance et de couverture aérienne pour sécuriser le convoi. Pendant le trajet, celui-ci subit au moins six attaques aux mines qui font 37 blessés. Il atteint finalement Gao le soir du 7 novembre.

### Offensive russo-malienne sur Kidal
La nuit du 3 au 4 novembre, l'armée malienne commence à effectuer des frappes de drones TB2 sur la ville de Kidal. L'ancien camp de la MINUSMA est ciblé, mais aucune victime n'est recensée.
Le 7 novembre, des frappes de drones ciblent à nouveau l'ancien camp de la MINUSMA : une bombe tombe à l'intérieur, mais les deux autres à l'extérieur, dont une près d'une école. Selon le CSP, au moins 14 civils sont tués, dont huit enfants et six notables, et au moins 30 sont blessés, dont 21 enfants,. Des sources médicales de RFI confirment la mort d'au moins une dizaine de civils, dont plusieurs enfants, un chef communautaire, un membre de l'autorité intérimaire de Kidal, un chef d'entreprise et un enseignant,.
La nuit du 9 au 10 novembre, Kidal est touchée par de nouvelles frappes de drones. D'après le CSP, celles-ci ne font cette fois pas de victimes.
Le 10 novembre, l'armée malienne et les mercenaires de Wagner stationnés à Anéfis se remettent en mouvement et progressent en direction de Kidal. Le même jour, les rebelles coupent les réseaux téléphoniques afin d'empêcher que des indicateurs ne communiquent à l'armée malienne des positions à cibler.
Le 11 novembre d'importants combats éclatent dans la vallée d'Alkit, à une trentaine de kilomètres de Kidal. Le deux camps s'affrontent à l'arme lourde pendant au moins deux heures, jusqu'à ce que la tombée de la nuit ne mette fin aux combats. Pendant les affrontements, un aéronef malien s'écrase accidentellement. L'armée malienne affirme avoir « brisé la ligne défensive » dressée par les rebelles, tandis que le CSP assure avoir poussé les forces de la junte à battre en retraite « avec des pertes considérables »,.
Les combats reprennent le 12 novembre,. À nouveau, les deux camps affirment avoir pris l'avantage sur l'autre. L'armée malienne fait état d'« avancées très significatives » et assure avoir « dispersé » les rebelles, tandis que le CSP déclare avoir bloqué les Fama et Wagner en signalant que « tous [leurs] flancs sont bloqués ». D'après RFI, les positions des deux camps restent figées.
Le 13 novembre, l'armée malienne, bloquée dans la vallée d'Alkit, contourne cette position par le sud et arrive à 15 kilomètres de la ville de Kidal,. Dans un communiqué, elle affirme avoir « déjoué des séries d'embuscades » et « d'escarmouches de petite intensité ». Pendant les combats, dix véhicules du CSP sont détruits par des frappes de drones.
Le 14 novembre, l'armée malienne prend le contrôle de la ville de Kidal,,,,,. D'après RFI, une attaque nocturne du groupe Wagner, avec des « techniques d'infiltration avec visions nocturnes », aurait été décisive. Les rebelles battent en retraite en direction du nord, vers les localités d'Abeïbara et d'Aguel'hoc,. Dans un communiqué, le CSP confirme s'être retiré de la ville « pour des raisons stratégiques » après avoir « durant plusieurs jours stoppé l'avancée (de l'armée en) lui infligeant des grandes pertes humaines et matérielles ». Il promet que « la lutte continue ». Le colonel Assimi Goïta, président du Mali, déclare quant à lui : « Aujourd’hui, nos forces armées et de sécurité se sont emparées de Kidal. Notre mission n’est pas achevée. Je rappelle qu’elle consiste à recouvrer et à sécuriser l’intégrité du territoire, sans exclusive aucune, conformément aux résolutions du Conseil de Sécurité ». Aucun bilan des pertes n'est communiqué par les deux camps.

### Affrontements ponctuels après la prise de Kidal
Le 3 décembre, les djihadistes du Groupe de soutien à l'islam et aux musulmans effectuent des « tirs de harcèlement » et des « tirs indirects » contre l'armée malienne à Tessalit et à Gossi. Aucun dégât n'est signalé.
Le 20 décembre, l'armée malienne reprend possession d'Aguel'hoc, sans rencontrer de résistance,.
La nuit du 21 au 22 décembre 2023, une frappe de drone de l'armée malienne tue cinq rebelles à Tinzawatène, dont le colonel Hassan Ag Fagaga, figure des rébellions touarègues.
En décembre 2023, les rebelles du CSP instaurent un blocus autour des principales villes du nord du Mali. En février 2024, ils lèvent le blocus dans les régions de Gao et Tombouctou, mais le maintiennent dans les régions de Kidal et Ménaka.
Le 5 avril 2024, un combat oppose le CSP au Groupe de soutien à l'islam et aux musulmans à Wagadou, dans le centre du Mali. À la suite de cet affrontement, Alghabass Ag Intalla, le secrétaire-général du HCUA, est mandaté par le CSP pour négocier un pacte de non-agression avec le GSIM. Le 17 mai, celui-ci fait circuler un message appelant ses troupes à ne pas s'opposer à cette démarche. Ce pacte prévoit la libre-circulation des combattants et un partage d'informations sur les mouvements de l'armée malienne et du Groupe Wagner, mais il exclut de mener des attaques conjointes. 

### Défaite russo-malienne à Tinzawatène
Le 22 juillet 2024, l'armée malienne et le Groupe Wagner prennent le contrôle sans combattre de la localité d'Inafarak, sur la frontière algérienne, près d'In Khalil. Ils s'en retirent le même jour, mais y renvoient le lendemain une colonne d'une vingtaine de véhicules qui fait étape à Boghassa.
Le 25 juillet, la colonne russo-malienne venue de Boghassa atteint la petite ville de Tinzawatène, mais elles sont repoussées par le CSP-DPA après trois jours de combats et laissent des dizaines de morts ou de prisonniers sur le terrain. Le CSP revendique la mort de 84 mercenaires russes de Wagner et de 47 soldats maliens. Le Groupe Wagner subit alors son plus lourd revers sur le continent africain. Au cours de ces combats, les rebelles utilisent pour la première fois des drones légers, avec l'aide d'instructeurs ukrainiens. 
En septembre, une nouvelle colonne russo-malienne, forte de 400 hommes et 70 véhicules, sort de la ville de Gao et se porte en direction de Tinzawatène avec l'intention de laver l'affront subi en juillet. Fin septembre, la colonne sort de Kidal et atteint Tin-Essako le 30, puis In Teferkit le 5 octobre,,. Début octobre, elle se porte sur le lieu de la bataille de juillet, à une soixantaine de kilomètres au sud de Tinzawatène. Des corps de soldats maliens y sont récupérés selon l'état-major, mais le CSP indique que seuls ceux des combattants de Wagner ont été exhumés,. Les Russes et les Maliens font ensuite demi-tour,, en raison, selon les informations du journal Le Monde, d'une météo défavorable, de problèmes logistiques et de ravitaillements, de divergences entre militaires maliens et mercenaires russes et d'avertissements de la part de l'Algérie, qui, malgré ses liens avec la Russie, voit d'un mauvais œil la progression de troupes étrangères près de sa frontière et tient à faire entendre qu'elle considère l'accord d'Alger comme étant toujours en vigueur.
Le 5 octobre, l'armée malienne revendique également une frappe contre des « groupes armés terroristes ». Cependant RFI indique que selon certaines sources locales, dont certaines liées au CSP, les victimes sont des civils — des orpailleurs de nationalité nigérienne — en route de Tinzawatène pour Arlit. D'après ces sources, le bilan est de sept morts et trois blessés.
De son côté, le CSP lance plusieurs attaques avec des drones qui lâchent de petites charges explosives artisanales sur des positions russo-maliennes. Le CSP revendique notamment une attaque sur le camp de Goundam le 4 octobre, où il affirme avoir tué au moins neuf mercenaires de Wagner.

### Formation du Front de libération de l'Azawad
Le 30 novembre 2024, le CSP annonce sa dissolution pour former un nouveau groupe, le Front de libération de l'Azawad (FLA). Le lendemain de la création du FLA, sept de ses responsables sont tués frappe de drone, dont Fahad Ag Almahmoud, chef de la branche rebelle du GATIA.
Les 16 et 17 février 2025, l'armée malienne et le Groupe Wagner mènent une opération dans la vallée du Tilemsi. Un accrochage a lieu avec le FLA, faisant sept morts chez les rebelles, tandis que l'armée malienne fait état de quatre blessés dans ses rangs et que le FLA revendique la mort de six « ennemis ». Au moins 33 civils sont également massacrés au puits d'Aslagh et aux environs de Timtaghen, près de Tessalit, par les soldats maliens et les mercenaires russes.
Le 31 mars 2025, un drone de reconnaissance malien est détruit à Tinzawatène près de la frontière algérienne, après avoir pénétré l’espace aérien algérien sur 2 kilomètres. L’épave du drone est filmé et partagé sur les réseaux sociaux par les rebelles Touaregs de l’Azawad.
Le 13 juin 2025, à Anoumalane, entre Aguel'hoc et Anéfis, un convoi de l'armée malienne et de l'Africa Corps tombe dans une embuscade du Front de libération de l'Azawad qui revendique la mort de plusieurs dizaines de militaires maliens et de paramilitaires russes,.
Le 14 juin 2025, un chasseur-bombarder russe Soukhoï Su-24 s'écrase après avoir pris feu non loin de la piste d’atterrissage de l'aéroport de Gao,. Les deux pilotes russes s'en tirent sains et saufs. Le FLA revendique la destruction de l'appareil, tandis que l'armée malienne évoque un accident dû à de mauvaises conditions météorologiques.

## Crimes de guerre
Le 5 octobre 2023, le CSP accuse également l'armée malienne et le Groupe Wagner d'être responsables du massacre de 17 civils à Ersane, entre Tarkint et Anéfis,. Selon RFI, cette version des faits est confirmée par des cadres communautaires idnanes locaux. Les vicitimes sont des Touaregs de la fraction idnane. Plusieurs d'entre eux sont retrouvés décapités et quinze corps sont piégés avec des grenades et des mines artisanales. D'après un habitant de Tarkint, les corps sont enterrés le lendemain après avoir été « traînés au sol avec des ficelles, mais il a fallu les faire exploser avant de les enterrer ».
Dans un communiqué publié le 24 octobre, le CSP accuse à nouveau l'armée malienne et le Groupe Wagner d'avoir tué huit civils à Lougui (Centre du Mali), quatre à Tinfadimata (Région de Ménaka) et trois à Ber.
Fin juin 2024, les Forces armées maliennes et le Groupe Wagner mènent une opération dans les environs d'Abeïbara et massacrent au moins 60 à 70 civils touaregs.
Le 9 juillet 2024, au moins huit touaregs imghads, dont des membres du GATIA, sont exécutés sommairement à Takalote, à une trentaine de kilomoètres de Kidal, par des soldats maliens et des mercenaires russes.
Le 25 août, au moins 21 civils sont tués par une frappe de drone à Tinzawatène, dont au moins 11 enfants, et des dizaines d'autres sont blessées.

## Réfugiés
Selon le Haut Commissariat des Nations unies pour les réfugiés, à la date du 16 octobre 40 000 à 50 000 habitants de la région de Kidal ont fuis les combats et se sont réfugiés près de la frontière algérienne,.
D'après le dernier recensement, datant de 2009, la région de Kidal comptait 68 000 habitants, dont 30 000 pour la ville de Kidal. Au cours de l'année 2022, elle avait été gonflée par plusieurs milliers de réfugiés, fuyant les exactions de l'État islamique dans le Grand Sahara au cours des offensives de Ménaka.

## Réactions
Dans l'ensemble, les partis politiques maliens restent silencieux et sur leur réserve à propos de l'offensive de l'armée malienne.
Le 2 octobre 2023, Rhissa Ag Boula, fondateur du Conseil de la résistance pour la République et opposant au coup d'État au Niger qui avait renversé Mohamed Bazoum et porté au pouvoir le général Abdourahamane Tchiani, appelle tous ses « éléments présents au Niger » à rejoindre les forces du CSP, afin de « contribuer à la lutte » contre l'armée malienne et le groupe Wagner. Il accuse alors les militaires maliens et les mercenaires russes d'« actions inhumaines et génocidaires », ainsi que de « violations répétées des accords d'Alger », et il « encourage le peuple de l'Azawad, dans son ensemble, à continuer la lutte pour libérer ce territoire ».

## Vidéographie
- [vidéo]  Laureline Savoye, Liselotte Mas, Cellule Enquête vidéo et Adrien Sahli, Les images vérifiées d’attaques touareg dans le nord du Mali, Le Monde, 5 octobre 2023.
- [vidéo] Mali : la bataille pour Kidal se poursuit, l'armée malienne et les forces de Wagner se rapprochent, France 24, 13 novembre 2023.
- [vidéo] Comment l'armée malienne a-t-elle repris Kidal, France 24, 15 novembre 2023.
- [vidéo] Nord-Mali : une figure touarègue emblématique de la rébellion a répondu à nos questions, France 24, 4 novembre 2024.